# Barbosella dusenii
Barbosella dusenii är en orkidéart som först beskrevs av Gonçalo Antonio da Silva Ferreira Sampaio, och fick sitt nu gällande namn av Rudolf Schlechter. Barbosella dusenii ingår i släktet Barbosella och familjen orkidéer. Inga underarter finns listade i Catalogue of Life.